# Anton Eduard van Arkel
Anton Eduard van Arkel ('s-Gravenzande, 19 novembre 1893 – Leida, 14 marzo 1976) è stato un chimico olandese, famoso per aver sviluppato il processo di van Arkel-de Boer e per aver introdotto il termine pnicogeno nella chimica inorganica.

## Vita
Van Arkel iniziò i suoi studi in medicina a Leida nel 1912, ma dopo un anno si trasferì a Utrecht per studiare chimica. Si laureò all'Università di Utrecht nel 1920. Nello stesso anno sposò Henderika Geertruida Adriani; dal matrimonio nacquero quattro figli. Tra il 1921 e il 1934 lavorò come chimico al settore ricerca della fabbrica di lampadine Philips a Eindhoven. Nel 1934 fu nominato professore di chimica inorganica e fisica a Leida. Nel 1947 ebbe la cattedra di chimica inorganica, incarico che mantenne fino al pensionamento nel 1964.

## Contributi
Le sue ricerche più famose furono quelle condotte alla Philips sui metalli. Nel 1925 insieme a Jan Hendrik de Boer pubblicò il primo articolo concernente la produzione dei metalli tungsteno, zirconio, afnio e titanio puri. Il metodo, noto come processo di van Arkel-de Boer è ancora usato per ottenere piccole quantità di metalli ad alta purezza, mentre per applicazioni commerciali è stato sostituito dal processo Kroll.
Van Arkel fu anche molto attivo nel campo della chimica inorganica, utilizzando un approccio di tipo elettrostatico al legame chimico. All'inizio degli anni 1950 suggerì inoltre il termine pnicogeno per denominare gli elementi del gruppo 15.

## Riconoscimenti
Van Arkel fu membro di varie società scientifiche. Nel 1962 fu nominato membro dell'Accademia Reale delle Arti e delle Scienze dei Paesi Bassi (KNAW).

## Opere
Oltre a numerosi articoli su riviste specialistiche, van Arkel è autore di vari libri, tra i quali:
- (DE) A. E. van Arkel, Reine Metalle: Herstellung, Eigenschaften, Verwendung, Springer, 1939,  p. 574.
- (EN) A. E. van Arkel, Molecules and Crystals: In Organic Chemistry, Butterworths Scientific Publications, 1949,  p. 234.
- (EN) A. E. van Arkel, Molecules and crystals in inorganic chemistry, Interscience Publishers, 1956,  p. 270.
- (EN) A. E. van Arkel, Lectures on inorganic chemistry, National Research Council of Canada, 1956,  p. 120.